# Putren
Putren is een bestuurslaag in het regentschap Nganjuk van de provincie Oost-Java, Indonesië. Putren telt 5022 inwoners (volkstelling 2010).